# Perigonica eldana
Perigonica eldana là một loài bướm đêm trong họ Noctuidae.